# Tranvia
La tranvia (o tramvia) è l'infrastruttura di trasporto terrestre, idonea alla circolazione di tram sia per il trasporto di persone che di merci.

## Caratteristiche
Di base le differenze tra tranvia e ferrovia sono poche; si differenziano invece profondamente per il metodo di circolazione dei convogli che, nel caso della tranvia, si svolge essenzialmente a vista (e ciò comporta che le velocità raggiunte non sono mai elevate) mentre nel caso dei convogli ferroviari richiede sistemi di sicurezza e di blocco, segnali e procedure restrittive.
Sono reti tranviarie gli insiemi di linee fra loro interconnesse affidate alla medesima società di gestione dell'infrastruttura o di esercizio, o ricadenti sul territorio di un Comune o di un Ente territoriale come la Provincia. L'insieme dei veicoli atti alla circolazione su tranvia è definito materiale rotabile tranviario. Oggi si tende a definire la tranvia come un sistema di trasporto per persone (su strada) negli agglomerati urbani a via guidata, anche se esistono varie realtà di sistemi tranviari interurbani o, in Germania, per trasporto di merci.
Il sistema tranviario è oggi quello più in evoluzione e differenziazione tra i sistemi di trasporto su ferro ed è in forte espansione, soprattutto in centro-Europa; molte realizzazioni tranviarie sono definite ormai con vari neologismi di difficile differenziazione tecnico-pratica come Lightrail, Metroleggera, Metropolitana di superficie, Metrolink etc. Ad esse si aggiungono le più recenti e controverse tranvie su gomma così definite perché utilizzano la tecnologia Translohr o Bombardier GLT. In alcuni paesi come la Germania si assiste alla ibridazione (i cosiddetti tram-treno) dei sistemi in quanto si ammette la circolazione dei moderni tram anche all'interno di tratte ferroviarie di penetrazione urbana utilizzando al meglio le coincidenze con i convogli ferroviari. È inoltre ripreso l'uso di trasporto merci tranviario.
I parametri identificativi di massima delle tranvie sono definiti dalle norme UNI 8379 e sono i seguenti:
- portata media: 1400 pax/h per direzione
- frequenza media per direzione: 7,5 minuti
- capacità convoglio persone: 180
- distanza media stazioni/fermate: 200 – 350 m
- velocità commerciale: 15/20 km/h
- lunghezza massima rotabile: 40 m[6]

Vengono definite metrotranvie invece quei sistemi di trasporto che mantengono le caratteristiche della tranvia (…), ma che consentono velocità commerciali e portate superiori grazie ad adeguati provvedimenti (…) atti a ridurre le interferenze del sistema con il restante traffico veicolare e pedonale. (…) possono esistere sistemi misti (tranvia-tranvia veloce) (…)
In Germania sono definite Stadtbahn le metrotranvie ulteriormente potenziate.
Vengono definiti sistemi tram-treno i sistemi di trasporto effettuati con veicoli tranviari i quali percorrono anche i percorsi ferroviari locali.

### Vantaggi
Là dove le linee degli autobus non sono più sufficientemente efficienti e le metropolitane non sono redditizie, il tram è considerato il mezzo di trasporto ideale. Viaggia a velocità ottimale attraverso tratti in galleria e su sede propria, in alcuni luoghi oggi utilizza anche tratti ferroviari e raggiunge così le zone periferiche. È ecologico, efficiente e riesce, essendo su rotaia, a viaggiare (nelle zone senza automobile) anche negli stretti vicoli dei centri storici. Alle città viene così restituita una migliore qualità di vita. A favore del tram contribuiscono il suo basso impatto ambientale ed i suoi costi realizzativi contenuti (se confrontati con gli ingenti investimenti necessari per la costruzione delle metropolitane).

## Storia
Nei seguenti paragrafi viene descritta la cronologia generale parziale delle aperture e delle chiusure delle reti tranviarie. Non viene descritta invece l'evoluzione tecnologica delle infrastrutture tranviarie se non specificando la trazione usata dai tram. Per la storia dell'evoluzione tecnologica dei tram, si veda la voce Tram, al paragrafo Storia.

### Tranvie a cavalli
Le prime tranvie erano delle linee ferrate a trazione ippica. Nel secolo XIX la linea percorsa dai tram a cavallo veniva chiamata ippovia. La prima tranvia a cavalli venne aperta in Inghilterra l'11 settembre 1795 a Crich, nel Derbyshire: la linea Little Eaton Gangway, tra Crich e Little Eaton. Lunga 10 km, questa linea era adibita a fini industriali e correva a fianco del canale di Derby; essa fu attiva fino al 1905.
Sempre in Inghilterra e sempre nel Derbyshire, il 31 agosto 1796 entrò in servizio la seconda linea: la Peak Forest Railway, tra Chapel Milton e Dove Holes, nel Derbyshire. Era lunga 12 km ed aveva lo scartamento di 1.270 mm. A New York, invece, la prima tranvia a cavalli venne aperta il 26 novembre 1832.

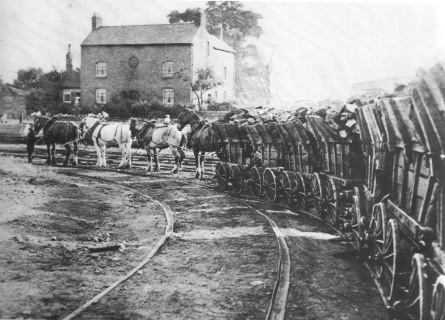
Tranvia a trazione equina
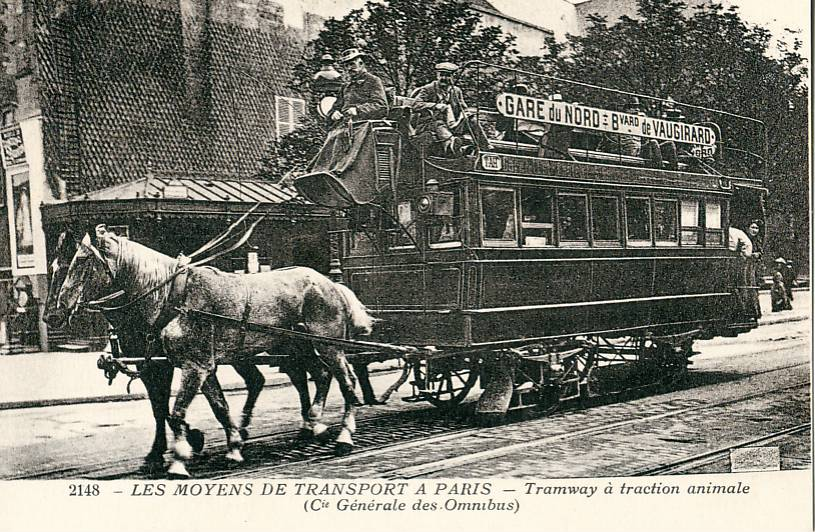
Tram a trazione equina
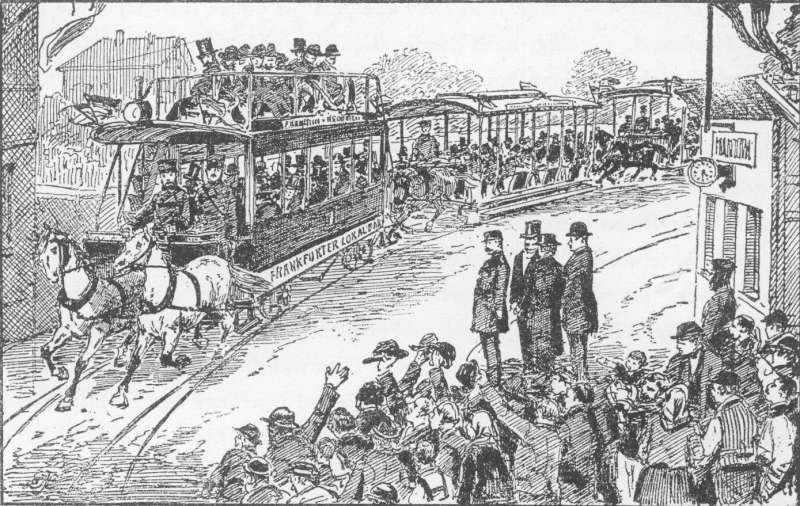
Francoforte, 1888: tram a cavalli
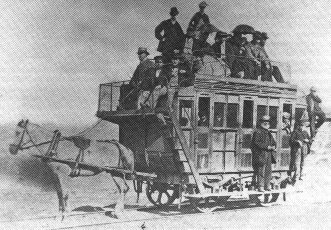
1807 Swansea, West Glamorgan, Galles una delle prime tranvie a cavalli del mondo

#### Cronologia delle reti tranviarie urbane a cavalli in Italia
La prima città italiana ad avere una tranvia a cavalli fu Torino, che attivò il servizio nel 1872; le altre sono indicate nella tabella cronologica sottostante. Tra le tranvie a cavalli extraurbane, la prima fu la Milano–Monza, del 1876.
Nella tabella sottostante sono messe a confronto le date di inaugurazione delle linee tranviarie italiane a cavalli, limitatamente a quelle urbane. Come si vede, in questo breve lasso di tempo, appena successivo alla proclamazione del Regno d'Italia nel 1861, la maggior parte delle più importanti città italiane si dotò di servizio tranviario con trazione animale.
Verso la fine del secolo, già il tram a cavalli divenne obsoleto e, gradualmente, le linee vennero elettrificate: la rete tranviaria di Genova nel 1893, quella di Firenze nel 1896, quella di Torino nel 1897, quella di Roma nel 1904, quella di Ancona nel 1905, quella di Palermo tra il 1888 e il 1912, quella di Trieste tra il 1900 e il 1913, quella di Bologna tra il 1904 e il 1926. La rete tranviaria di Napoli rappresenta un caso particolare, perché  dalla trazione animale passò prima alla trazione a vapore, nel 1883, e solo dopo, nel 1899, fu elettrificata.
A partire dalla fine degli anni ottanta dell'Ottocento, alcune città si dotarono di una rete di trasporti pubblici adottando sin dall'inizio la trazione elettrica: Perugia nel 1899, Catania, Bolzano, Bari nel 1909 e Cagliari nel 1912. Fa eccezione Mantova, che nel 1909 realizzò una rete tranviaria a cavalli, l'ultima urbana realizzata in Italia.
Di queste reti tranviarie storiche, tutte elettrificate nei primi anni del Novecento, sopravvivono solo quelle di Torino, Milano, Roma e Napoli.

### Tranvie a vapore
Lo sviluppo delle tranvie è quindi iniziato con trazione equina e veicoli muniti di ruote circolanti su binari; si passò quindi, in alcune città alle prime tranvie a vapore e solo successivamente a quelle a trazione elettrica. In altre città si passò direttamente dalla trazione animale e quella elettrica.
La prima tranvia a vapore tedesca fu quella di Kassel del 1877. Non molti anni dopo ci si rese conto dell'onerosità di gestione del sistema a vapore e furono sperimentate altre soluzioni propendendo infine per la trazione elettrica dato che questa le soppiantò tutte grazie alla sua maggiore efficienza.

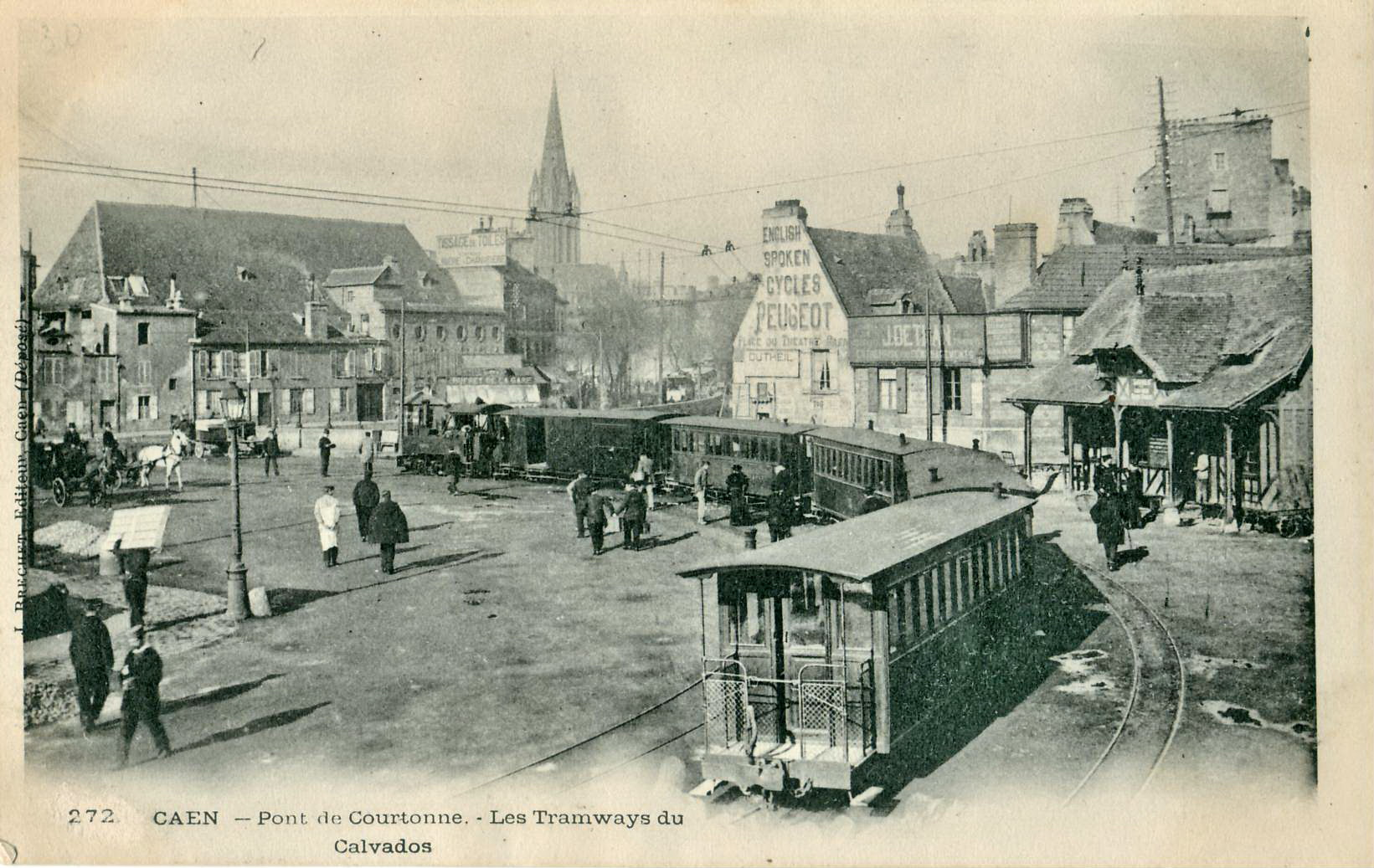
Tram a vapore di Caen
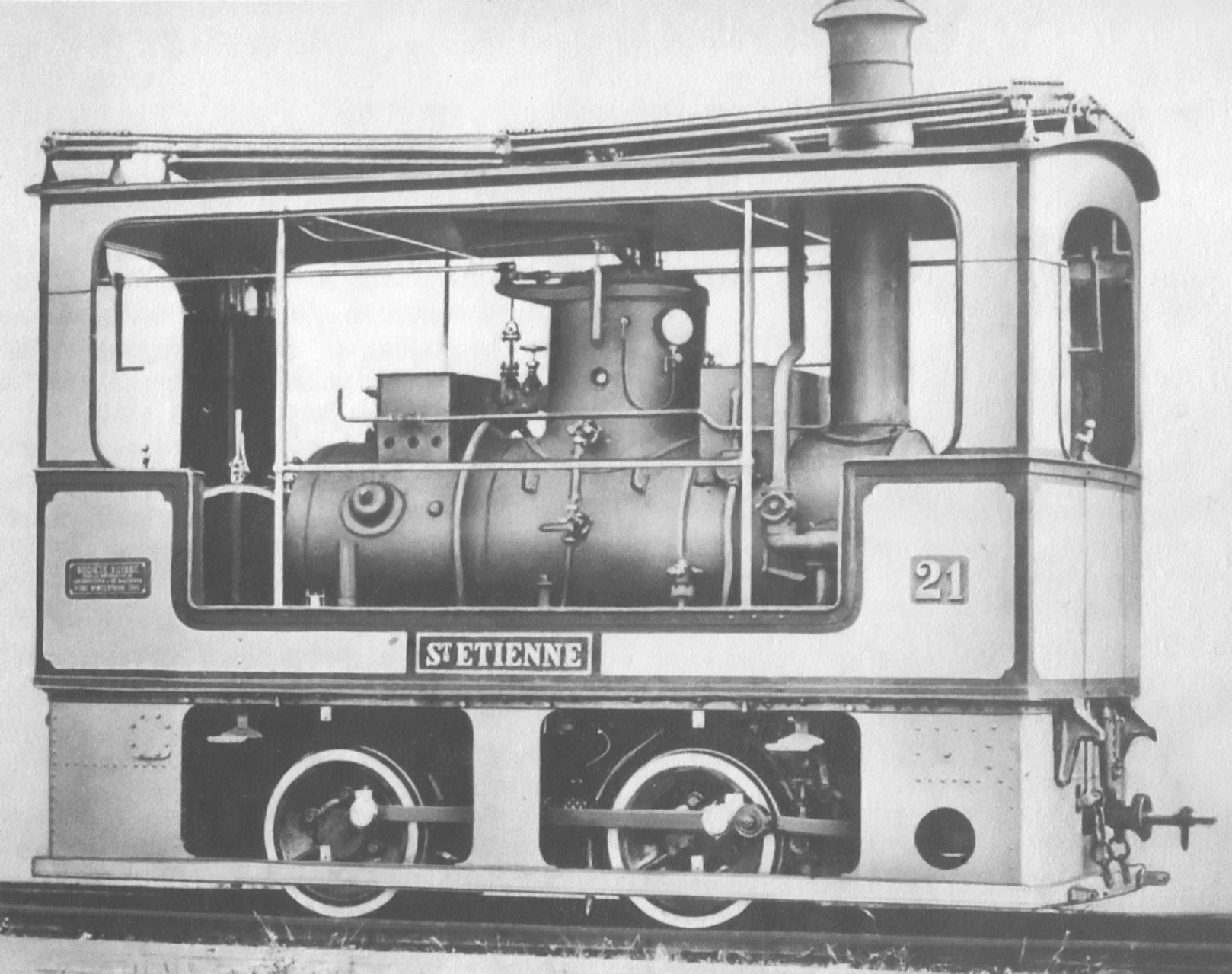
Locomotiva tranviaria a vapore

### Tranvie elettriche

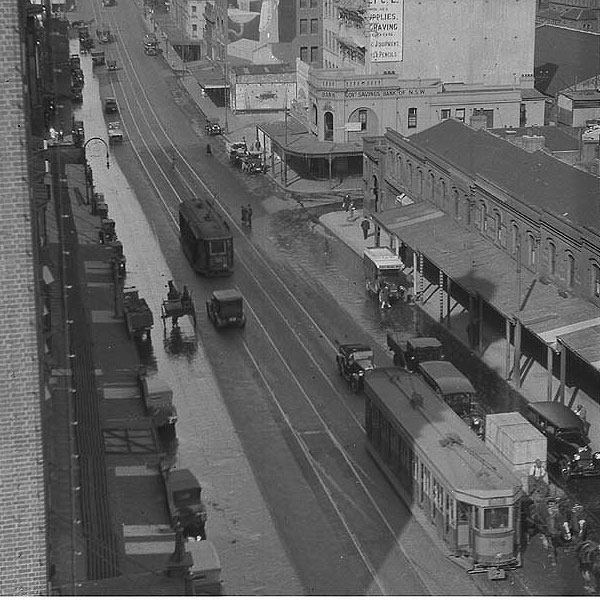
Tram elettrici di Sidney

La prima tranvia elettrica del mondo entrò in servizio il 16 maggio 1881 a Lichterfelde (oggi quartiere di Berlino). L'alimentazione elettrica del motore di 3,7 kilowatt avveniva a bassa tensione su entrambi i binari. In Austria la prima tranvia elettrica fu aperta il 22 ottobre 1883 tra Mödling e Hinterbrühl, in Svizzera il 6 giugno 1888 con il primo tratto della Tramway Vevey-Montreux-Chillon, in Italia venne elettrificata nel 1890 la già esistente, ma con trazione a vapore, Firenze-Fiesole.
All'inizio del XX secolo sorsero in rapida successione in tutto il mondo molte aziende tranviarie, in Germania nel 1900 ve ne erano già in circa 150 città. Nel mondo esistevano allora oltre 3.000 aziende tranviarie e nelle grandi città esistevano spesso parecchie linee private una a fianco all'altra, fino ad una trentina. Il tram si sviluppò subito come mezzo di trasporto di massa, influenzando in modo determinante lo sviluppo e il progetto delle città: collegava infatti il circondario con il centro urbano, creando le condizioni per l'insediamento industriale nelle periferie. In molti casi la tranvia serviva contemporaneamente per il trasporto degli operai e per quello delle merci prodotte o, come in Sicilia, per il trasporto dello zolfo estratto al porto di imbarco.
Gli anni attorno al 1920 rappresentarono il punto massimo dello sviluppo tranviario; in Europa, Nordamerica, Sudamerica ed anche in Australia quasi tutte le città di medie e grandi dimensioni disponevano di reti tranviarie cittadine ed interurbane e le aziende erano divenute svariate migliaia a livello mondiale anche in concorrenza tra loro nelle città più grandi.
Prevalentemente in Europa molti tratti di rotaia, per ragioni di costo, vennero costruiti in sede stradale anche fuori città.

### Gli anni venti: le prime chiusure
I conflitti con il traffico stradale, all'inizio pochi, si fecero sempre più evidenti verso la fine degli anni venti quando lo sviluppo senza regole della motorizzazione stradale condusse alla chiusure di molte linee tranviarie per le interferenze di circolazione sempre più mal sopportate. Prima in Nordamerica, in cui praticamente non esistevano piani urbanistici veri e propri, poi anche in Europa, con lo sviluppo del trasporto individuale si ridusse sempre di più il numero di tranvie. Spesso le linee tranviarie furono sostituite da filobus oppure autobus con motori endotermici per riduzione dei costi di esercizio. Si affermò inoltre l'opinione prevalente che il tram fosse d'intralcio al traffico automobilistico, come è avvenuto con la rete tranviaria di Los Angeles.
Solo nei paesi del blocco comunista e in Unione Sovietica dopo la fine della guerra furono aperte una notevole quantità di linee tranviarie. Nelle città in cui le tranvie erano state danneggiate dalla guerra, invece, esse non furono ricostruite e vennero sostituite da linee di autobus o di filobus.

### La rinascita

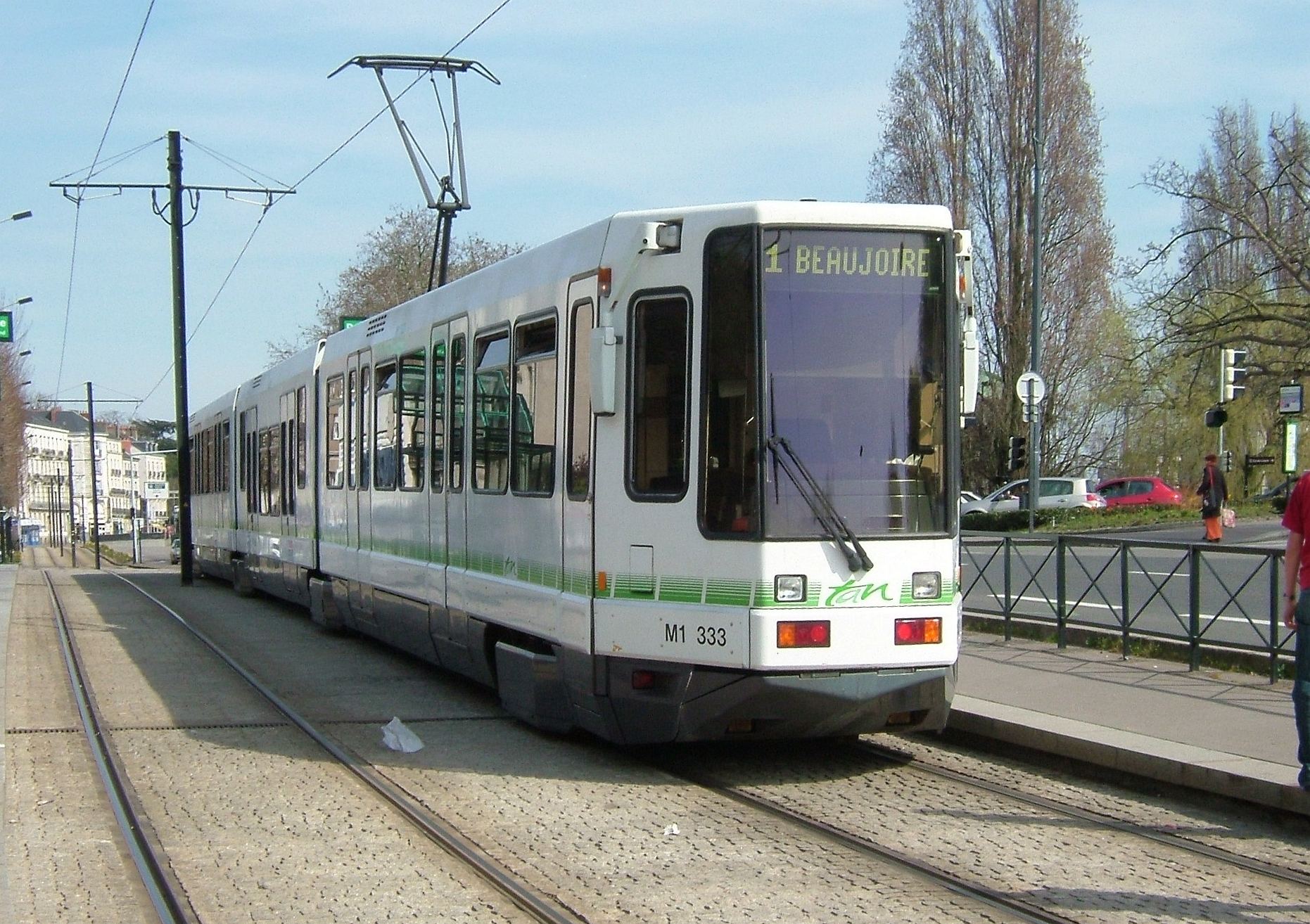
Tram della tranvia di Nantes, riaperta nel 1985. È la prima città francese, tra quelle che smantellarono del tutto la rete tranviaria, a ridotarsi di una tranvia

Gli anni settanta videro incentivare prevalentemente l'impiego di autobus e solo in qualche caso iniziò la costruzione di metropolitane. Ma la crisi petrolifera del 1973 e l'aumento vertiginoso del traffico automobilistico nelle città evidenziarono la necessità di rivedere la politica dei trasporti fino ad allora seguita. Furono le nazioni dell'Europa centrale come la Germania che iniziarono a ripensare la concezione costruttiva delle tranvie, rendendole più indipendenti dal traffico individuale per evitarne gli intralci alla circolazione, mediante la progettazione di nuove sedi proprie per i binari con la costruzione di tratti in galleria o in sopraelevata rendendo le tranvie sempre più simili alle metropolitane; le cifre di passeggeri in crescita dimostrarono l'accettazione del cambiamento nella popolazione. Furono soprattutto le nuove tecniche come l'introduzione del pianale ribassato e il maggiore comfort che incrementarono di molto le possibilità e la comodità di tale di trasporto.

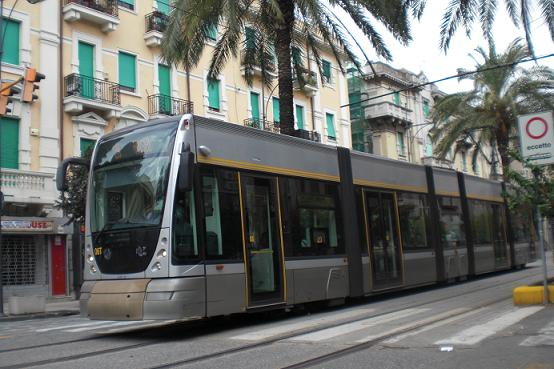
Tram della tranvia di Messina, riaperta nel 2003. È la prima città italiana, tra quelle che smantellarono del tutto la rete tranviaria, a ridotarsi di una tranvia

La reintroduzione del tram nelle città è andata di pari passo con i rinnovati piani di trasporto con la ristrutturazione sia delle strade utilizzate che dei centri città e le superfici per il traffico individuale ridotte, per una maggiore vivibilità e la restituzione a misura d'uomo degli spazi cittadini.
In Germania ma anche in alcune aree degli USA si trovano esempi di una simile politica dei trasporti. In Germania l'uso parziale di tratti ferroviari esistenti ma abbandonati (come a Karlsruhe) ha creato ulteriori possibilità e sono stati anche realizzati collegamenti tra linee tranviarie e stazioni ferroviarie di interscambio.
In Francia nel 1975 solo tre città hanno ancora attiva una rete tranviaria. In seguito al concorso Cavaillé del ministero dei Trasporti che promuoveva il ritorno delle tranvie vengono ricostruite 16 reti tranviarie (3 delle quali sono tranvie su gomma).
In Italia, pur essendo state ridotte di estensione, non sono mai state chiuse le reti tranviarie di Milano, Napoli, Roma e Torino. In Italia nonostante la presenza di costruttori affermati e di validi progetti la costruzione di tranvie ha stentato ad affermarsi stante ancora le resistenze di molti amministratori pubblici e di un'opinione pubblica in certi casi troppo ancorata al trasporto individuale. Singole linee o nuove reti tranviarie sono state progettate dalla fine degli anni novanta. La prima città a reintrodurre (o a introdurre ex novo) i tram fu Messina nel 2003, seguita negli anni successivi da Bergamo, Cagliari, Firenze, Padova, Sassari, Palermo e Mestre-Venezia.

### Il futuro
La tendenza futura è quella di estendere o reintrodurre linee tranviaria in molte città per motivazioni di sostenibilità e potenziamento in tutte quelle tratte servite da autobus ai limiti della capienza.
Secondo la UITP (Unione Internazionale per il Trasporto Pubblico) nel 2008 erano in fase di progettazione o di costruzione circa 100 sistemi tranviari e di ferrovie metropolitane in Europa.

## Infrastruttura

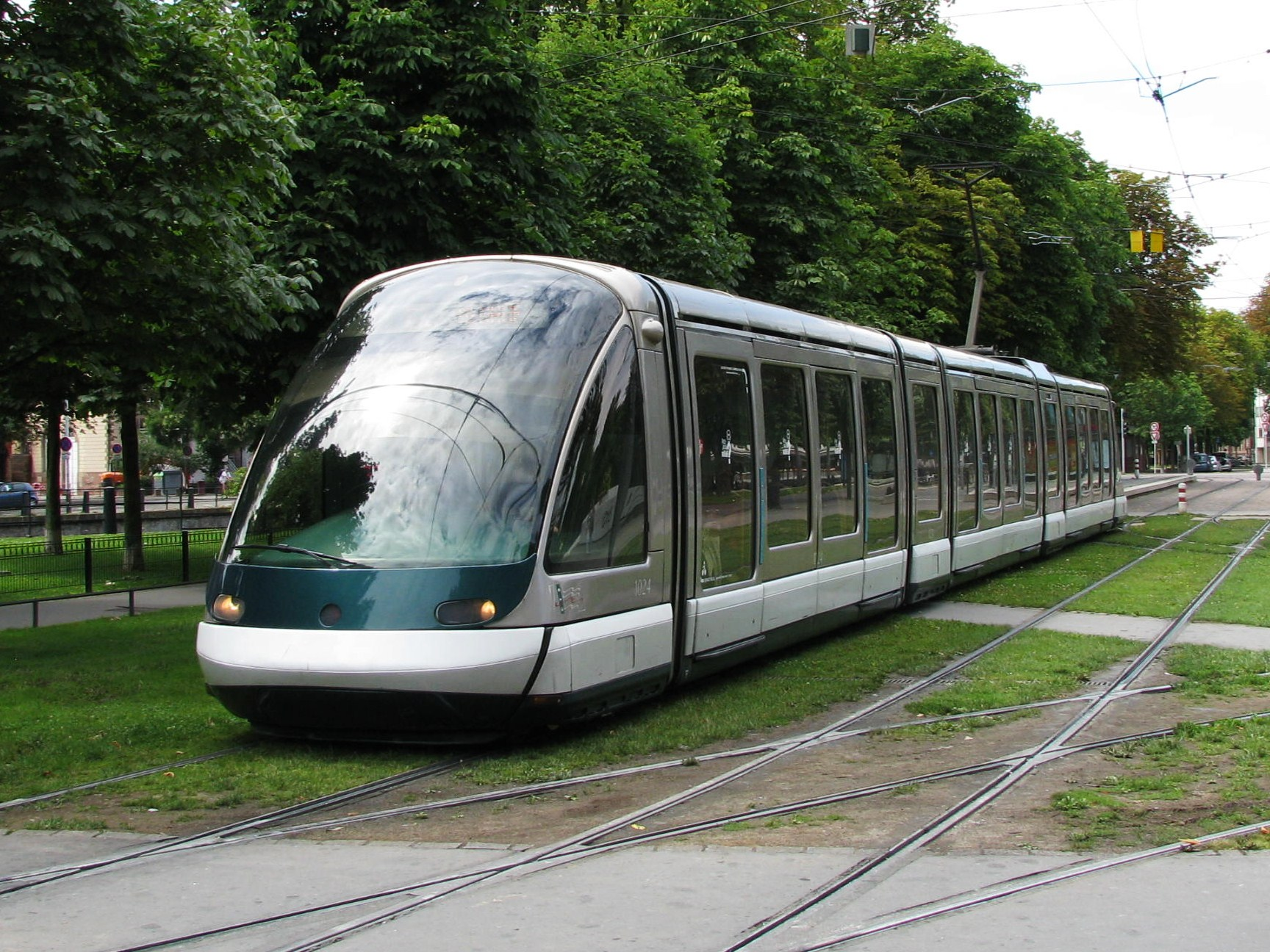
Eurotram a Strasburgo.

L'infrastruttura tranviaria è costituita dalla linea e dalle relative opere civili, nonché dagli impianti per la trazione, per le fermate e per il ricovero dei rotabili.

### La linea tranviaria

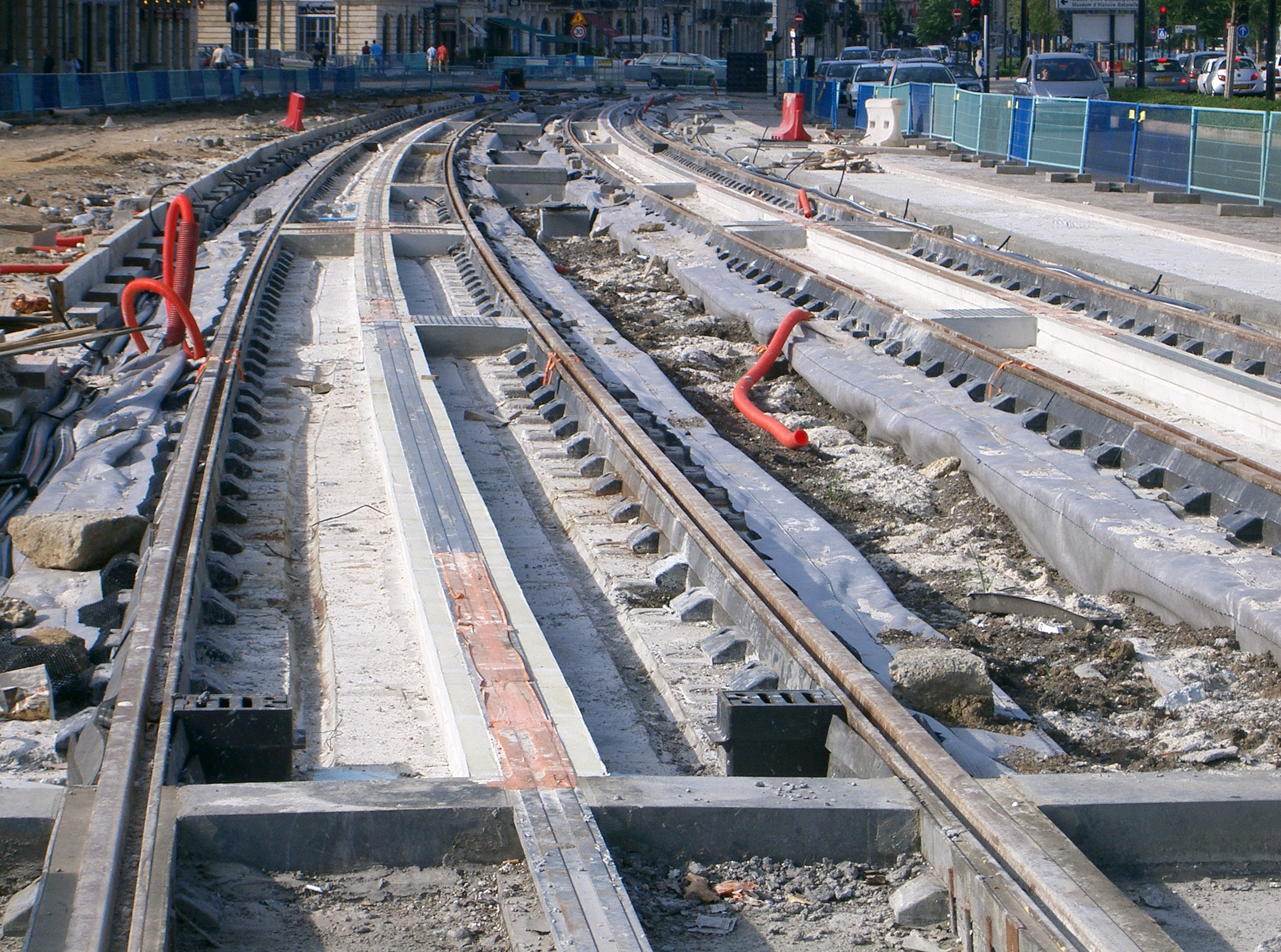
Tranvia urbana in costruzione, con plateau in calcestruzzo armato, a Bordeaux

La linea tranviaria è formata da due rotaie, mantenute parallele tra loro fissandole a traversine (in legno, acciaio o più recentemente cemento armato precompresso) o a piattaforme di cemento armato precompresso. La struttura formata dalle rotaie e dalle traversine (o dalle piattaforme) viene detta binario; la distanza fra le due rotaie (misurata tra le facce interne delle teste delle rotaie stesse) è detta scartamento. Il binario è poggiato al suolo tramite una struttura detta massicciata, formata da pietrisco se in sede propria o poggiata sulla struttura del corpo stradale e poi ricoperta con manto bituminoso o lastricato. In caso di utilizzo di piattaforme in cemento armato precompresso, queste sono poggiate direttamente complanari al corpo stradale. Le rotaie utilizzate sono di tipo ferroviario (rotaia Vignoles) per le tratte in sede propria mentre devono essere del tipo a gola (rotaia Phoenix) nel caso in cui facciano parte della sede stradale comune al traffico su strada. Per quanto riguarda il tracciato la tranvia in genere ammette, specie per i percorsi cittadini, raggi di curvatura di poche decine di metri a differenza della ferrovia che anche nel caso delle linee di montagna difficilmente scende sotto qualche centinaio.

### Linee elettriche di alimentazione

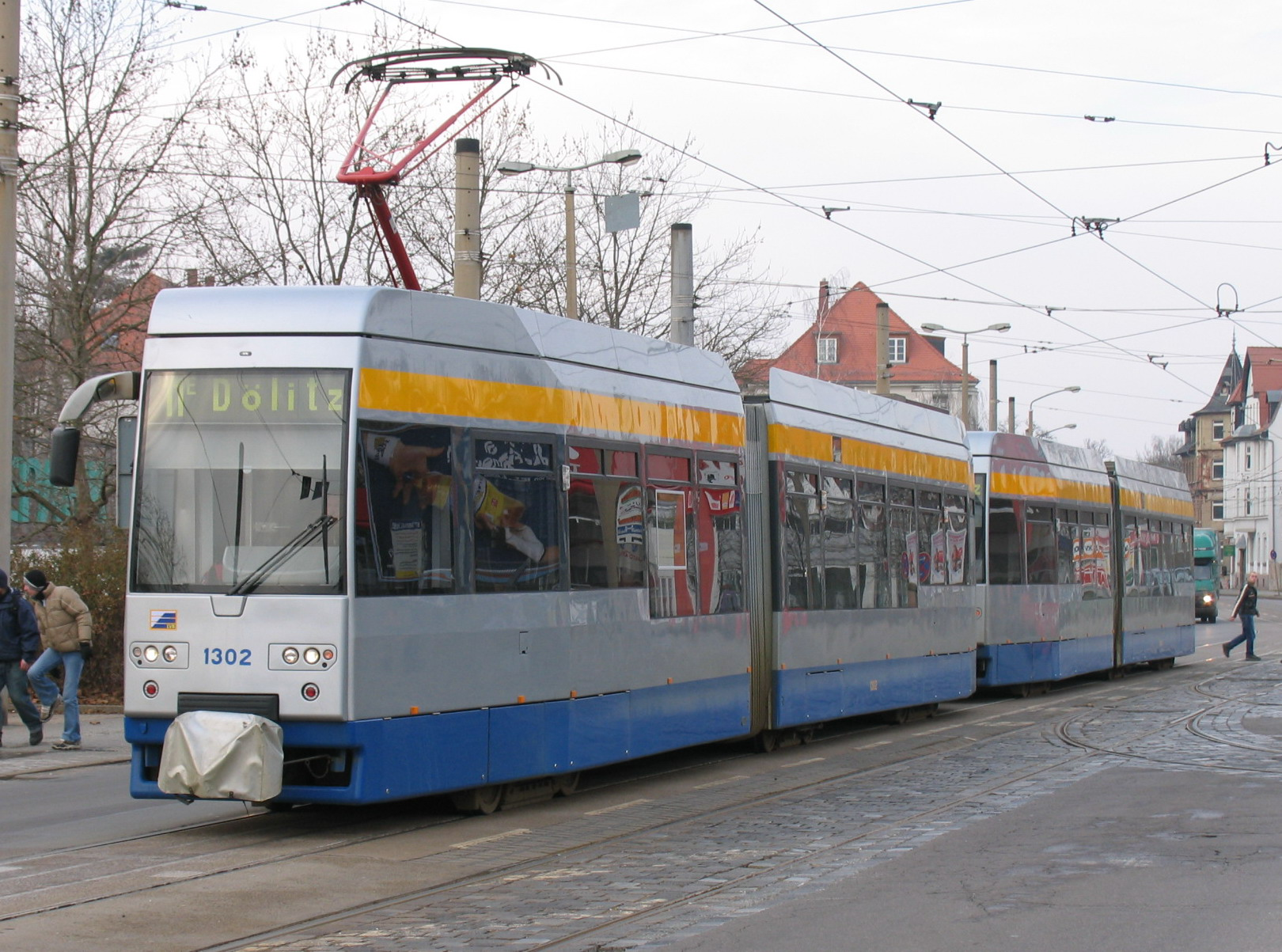
Linea elettrica di alimentazione a semplice filo

La linea elettrica tranviaria è notevolmente più semplice di quella ferroviaria: è utilizzato un solo filo di contatto, date le minori correnti assorbite, e la sospensione è molto semplice, priva in genere di catenaria (salvo il caso di alcune moderne linee tranviarie extraurbane) e con sospensione trasversale a filo su pali o fissato mediante isolatori alle costruzioni laterali.

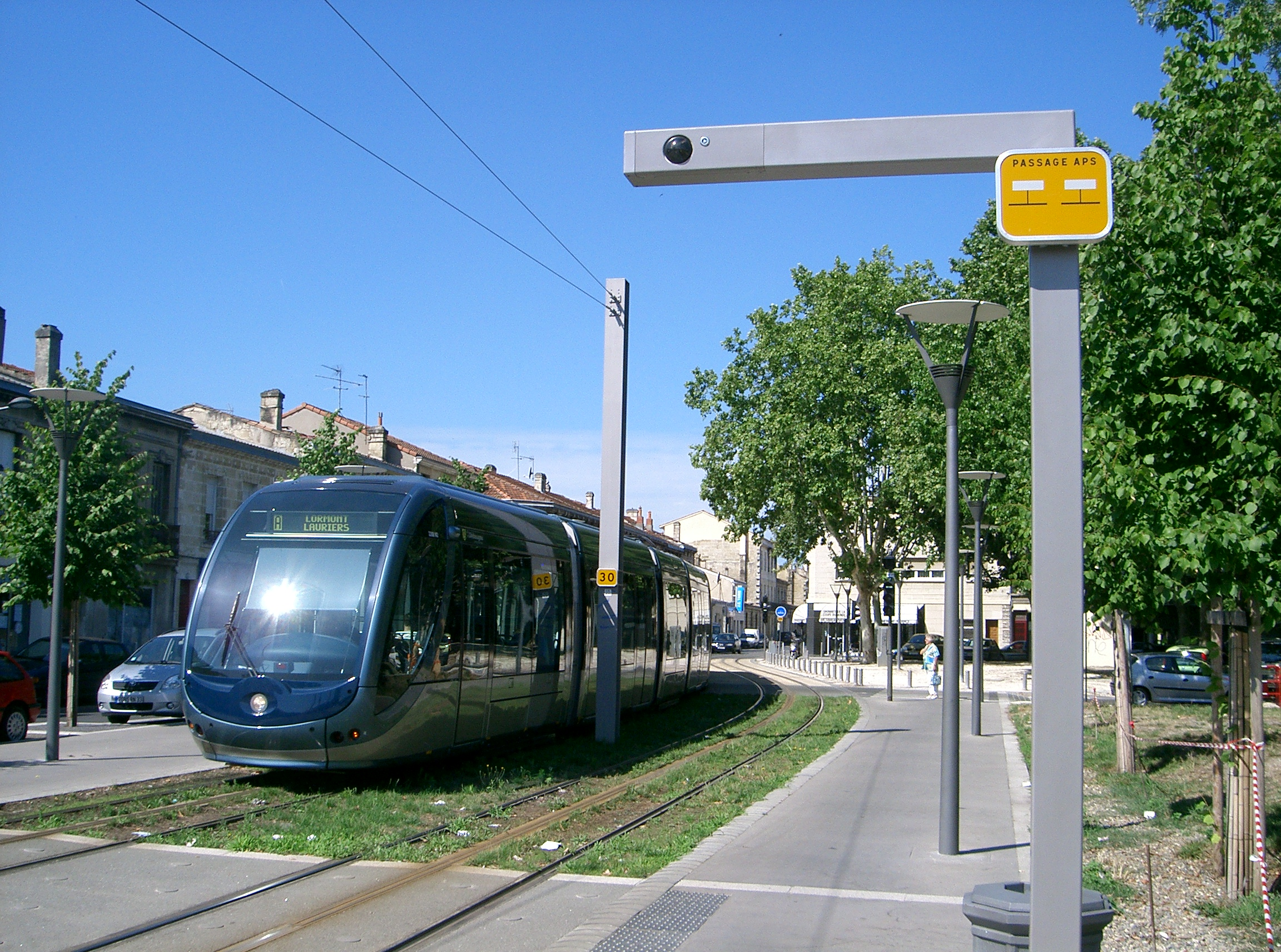
Linea elettrica di alimentazione discontinua a terza rotaia centrale

Più recentemente per ridurre l'impatto ambientale delle linee nei centri storici sono stati implementati sistemi di alimentazione discontinua a terza rotaia (centrale rispetto al binario) annegata nella sede stradale che viene messa sotto tensione solo nel tratto sottostante il tram (per garantire la sicurezza) da particolari sistemi che stabiliscono il contatto solo nel punto di prelievo. Tale sistema è oggi utilizzato in alcune città della Francia con evidente minor impatto visivo sul complesso architettonico dei centri storici. Il sistema stenta ad essere recepito in Italia dove ancor oggi, come nel caso di Firenze, è maggiore l'opposizione alla costruzione di linee tranviarie nei centri urbani.
Come sistema di alimentazione dei tram viene utilizzata quasi sempre la corrente continua con una tensione fra i 500 e i 750 volt. In passato sono stati realizzati anche tram alimentati da corrente alternata monofase o trifase questi ultimi presto dismessi a causa della complicata e costosa linea aerea a due conduttori.

### Opere civili tranviarie

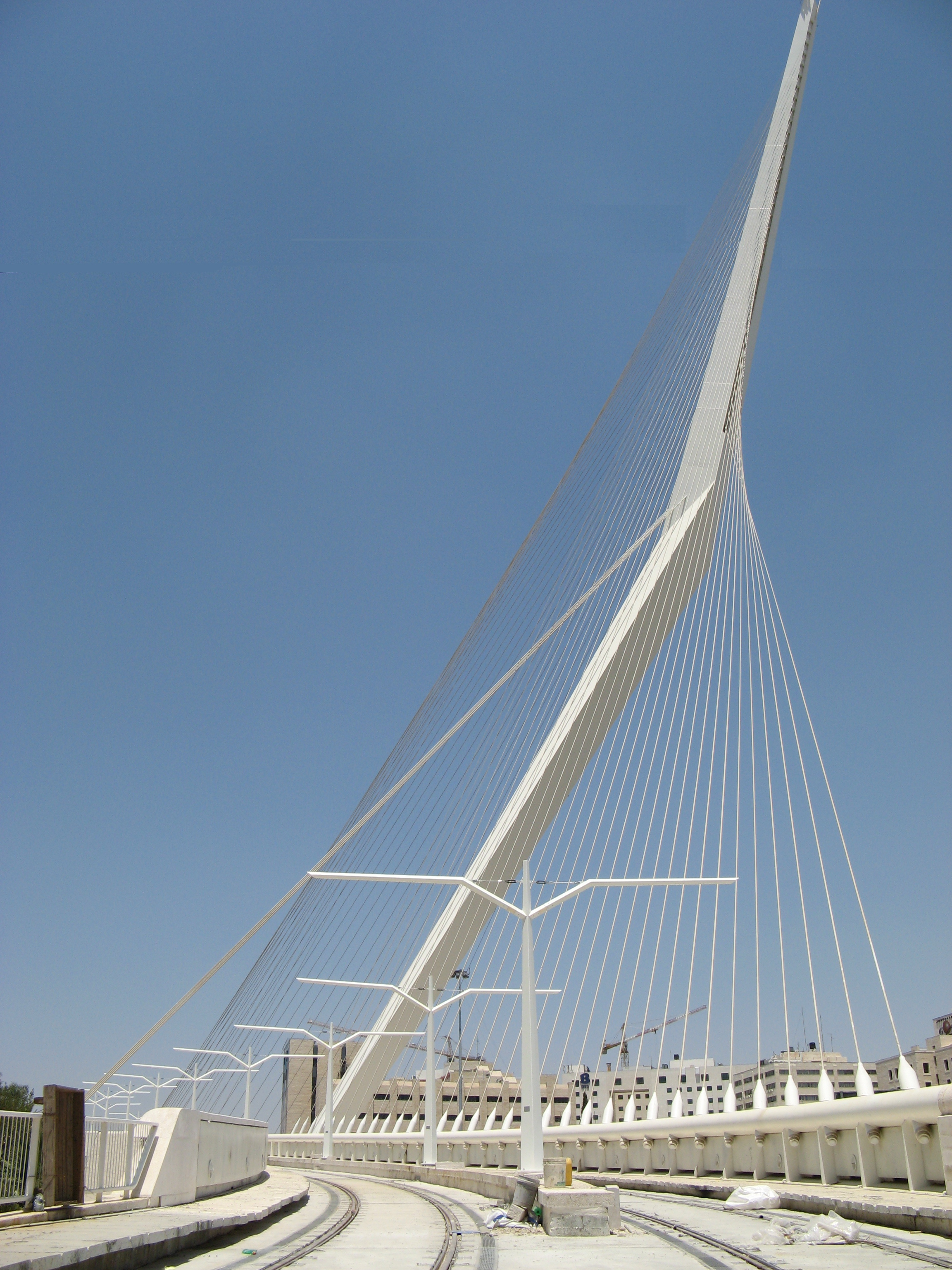
Ponte per la tranvia di Gerusalemme

Gli esempi più classici sono i ponti, le gallerie e le sedi protette. Nelle strade cittadine in genere le tranvie corrono sulle rotaie inserite nella normale sede stradale. Per quanto riguarda le fermate in genere sono costituite solo da un marciapiede e a volte anche di una tettoia. Solo nel caso delle tranvie interurbane si possono avere vere e proprie stazioni.
Le gallerie nel caso delle tranvie hanno lo scopo di svincolare i tram dal traffico stradale. Le tranvie sotterranee in alcune città sono state antesignane delle odierne metropolitane e vennero definite anche Premetro o ferrovie metropolitane. In alcune città della Germania, a Bruxelles e ad Anversa, le linee tranviarie viaggiano sottoterra nelle aree del centro uscendo allo scoperto in periferia.

### Sistemi di esercizio
Generalmente il sistema di circolazione tranviario è privo di sistemi di blocco e la circolazione si svolge a vista. In certi casi comunque relativi a tranvie interurbane si è ricorsi a semplici sistemi di sicurezza della circolazione per lo più meccanici (bastone pilota). Ancor oggi le tranvie tradizionali corrono a vista nelle città soggetti soltanto ad una segnaletica integrativa nei confronti del traffico stradale. Sono tuttavia in evoluzione alcuni sistemi di Tram-treno, in Francia e in Germania, che prevedono la circolazione ibrida di tram speciali con l'uso delle segnaletica ferroviaria e i relativi sistemi di sicurezza quando circolano su tratte ferroviarie.

## Tranvie con tecnologie alternative

### Tranvie su gomma
Il sistema Translohr e il sistema GLT sono entrambi definiti come tram su gomma in quanto presentano ruote gommate e una rotaia guida.

### Tranvia a cavo
Le tranvie con la tecnica della funicolare vengono definite anche ferrovie a cavo ed ebbero in passato una certa diffusione. Nel mondo esistono ancora alcuni tratti in esercizio, fra i quali si ricorda in particolare la Cablecar di San Francisco.
L'unica tranvia d'Europa sopravvissuta con un sistema a funicolare (limitatamente al tratto Piazza Scorcola - vetta Scorcola di circa 800 metri) è il Tram di Opicina che collega il centro di Trieste con la frazione carsica di Opicina. Aperta il 9 settembre 1902 come tranvia a cremagliera per superare una pendenza massima del 26%, nel 1928 venne ristrutturata, sostituendo la cremagliera con un sistema a funicolare sulla quale appositi veicoli (denominati carri-scudo o spintori) vincolati alla fune dell'impianto spingono in salita e trattengono in discesa le elettromotrici.

### Tranvie a mano
Le tranvie a mano erano una forma alternativa di tranvia dei tempi passati diffusa sostanzialmente nell'area allora sotto l'influenza del Giappone.

### Tranvie a trazione termica

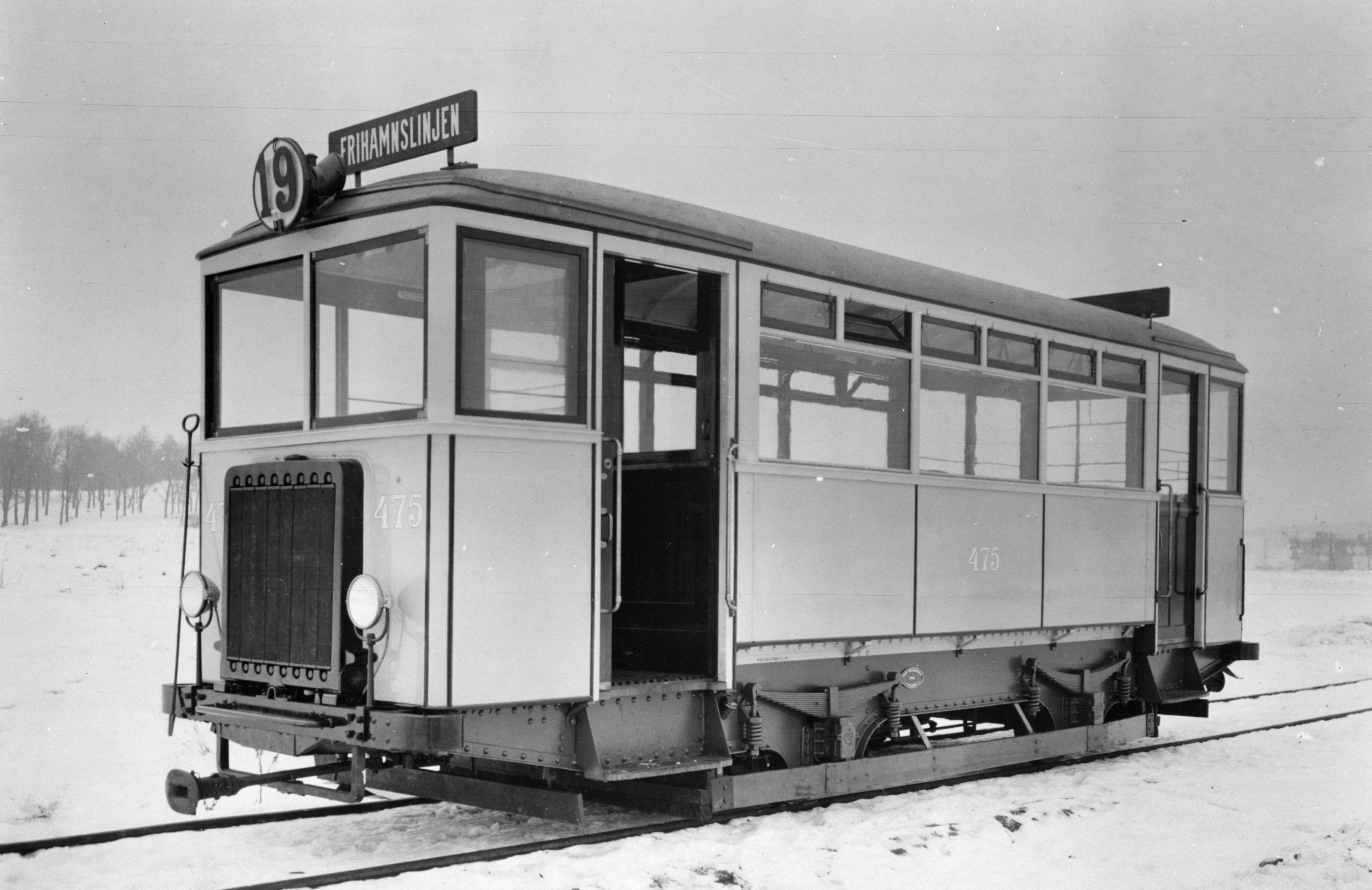
Tram a trazione termica

Dal 1887 al 1889 Gottlieb Daimler per dimostrazione e per ulteriore sviluppo del suo motore a quattro tempi a benzina, attivò una tranvia con scartamento di 45 cm che portava dalla sua officina, attraverso la Königstraße fino alla Willhelmsplatz di Stoccarda; per compiere questo tragitto lungo circa 700 metri le carrozze impiegavano circa due minuti. Daimler fece costruire i binari e gli impianti per l'esercizio a proprie spese; impiegò piccole motrici col motore a scoppio a due assi con panchine estese in lunghezza del modello "Dos-à-dos". La tranvia venne considerata un'attrazione, ma la tecnica di trazione diede buona prova di sé al punto che le compagnie di ferrovie a cavalli "Stuttgarter Pferde-Eisenbahnen" (SPE) e "Neue Stuttgarter Straßenbahnen Lipken & Co". (NSS) fecero richiesta di utilizzare la tecnica del motore a scoppio. Furono costruiti due veicoli di prova e impiegati su tratti della rete a cavalli di Stoccarda senza esito soddisfacente. Daimler comunque ottenne ordinazioni per la costruzione di ferrovie turistiche. Nel 1899 si attivò una tranvia elettrica parallela a quella di Daimler, e la sua ferrovia di prova venne soppressa. Una carrozza a motore costruita nel 1894 è in esposizione a Bad Cannstatt nel museo della Daimler-Benz.
La ferrovia insulare soppressa nel 1970 sull'isola di Sylt nel mare del Nord era l'ultima tranvia a trazione non elettrica della Germania.